# Ласло З. Бито
Ласло З. Бито (роден на 7 септември 1934 г., Будапеща) е физиолог и писател. Той е разработил лекарство за глаукома. Освен това пише романи и есета.

## Биография
Ласло Бито е роден в Будапеща, Унгария, но семейството му е принудено да напусне Будапеща през периода на комунизма. Бито в мина в Комло и става местен водач на революцията през 1956 г. ,а лед като революцията е смазана от руските сили, той бяга в САЩ, където печели стипендия и става физиолог. Получава убежище в Съединените щати и постъпва в колежа Бард през 1956 – 57. Бито завършва биология в колежа през 1960 г., а след това получава и докторска степен. от Колумбийския университет по клетъчна биология през 1963 г. Неговите изследвания водят до разработването на Xalatan, лекарството, спасило зрението на милиони страдащи от глаукома. Бито публикува повече от 150 научни статии и получи, наред с много други отличия, най-високото признание в областта на очните изследвания, медал „Проктор“ през 2000 г. и наградата „Хелън Келер“ за зрителни изследвания през 2013 г.  След като се пенсионира, той се завръща в Унгария и се отдава на първата си любов – писането.

## Научна кариера
В САЩ Ласло Бито е изградил академична кариера като международно известен професор по физиология. По-голямата част от академичната му кариера е свързана с Колумбийския университет (където е професор Емерит по очна физиология) и с Университета в Пуерто Рико, където изучава ефекта на стареенето върху очите на маймуните. Плод на изследванията му е Xalatan, лекарството за глаукома.

## Писателска кариера
Ласло Бито постепенно се връща в Унгария след падането на комунизма и започва нова кариера като писател. Първите му романи са базирани на ранните му лични спомени от унгарската история. Istenjárás (Бърза стъпка) и Az Ötödik Lovas (Петият конник) са написани на английски, но публикувани само в унгарски преводи. Третият му роман, базиран на библейските истории, „Авраам и Исаак“ му носи литературен успех през 1998 г. Книгата е преведена на няколко езика и е поставена на сцената в театрите в Будапеща.
Nekünk kell megváltanunk magunkat (Трябва да бъдем собствени спасители) е подборка от статиите и интервютата му във вестници и списания. Eutelia – Euthanasia (блажен живот – спокойна смърт) е аргументация на философския писател и хуманистично медицинско изследване за достойнството в живота и смъртта. Книгата Az utolsó mérföld (Последната миля), написана заедно с Полч, унгарски писател и основател на унгарския хоспис, е книга за подготовката за умиране.

## Книги

### Академични публикации
- Очните и цереброспиналните течности, Academic Press, Лондон, 1977 г.
- Очните ефекти на простагландини и други ейкозаноиди, с Stjernschantz J (Eds), Alan R. Liss, New York, 1989.
- Окуларни ефекти на простагландини и други ейкозаноиди (Ed), специална добавка на базата на 9-ия международен симпозиум на PG (Fort Lauderdale, Флорида, 12 – 13 май 1995 г.) и сесиите ARVO SIG относно Латанопрост (Fort Lauderdale, Флорида, 22 – 23 април 1996 г.). Изследване на офталмологията Vol. 41, Suppl 2, 1997.

### Романи
- Istenjárás, (Бърза стъпка), Aura, 1994. (Преведено от английски от Арпад Гьонц и Пал Бекес) ISBN 963-7913-15-7
- Az ötödik lovas, (Петият конник), Аура, 1996 г. (Преведено от Pál Békés) ISBN 963-7913-17-3
- Ábrahám és Izsák, (Авраам и Исаак), Magyar Könyvklub, 1998. ISBN 963-548-698-7 és Argumentum Kiadó, 2000. ISBN 963-446-158-1
- Izsák tanítása, (Ученията на Исаак), Argumentum Kiadó, 2000. ISBN 963-446-131-X
- A Názáreti Izsák, (Исаак от Назарет), Argumentum Kiadó, 2002. ISBN 963-446-208-1

### Есета и колекции
- Nekünk kell megváltanunk magunkat, (Трябва да бъдем собствените си спасители), Argumentum Kiadó, 2004. ISBN 963-446-288-X
- Boldogabb élet – Jó halál, (блажен живот – спокойна смърт), Anthenaeum 2000 Kiadó, 2005. ISBN 963-9471-82-8
- Gáspár, Menyhért, Boldizsár, Karácsonyi ős-ökuménia,), Вселенска Чанука и коледна история с 30 цветни илюстрации на цяла страница от, 2006. ISBN 963-676-409-3
- Az utolsó mérföld (Последната миля) (с Полч, Алайн), Jelenkor Kiadó, 2007. ISBN 978-963-676-418-0 (jó halál)